# 前新桥路巴士终站
1°16′42″N 103°50′14″E / 1.27833°N 103.83722°E
前新桥路巴士终站是一个位于余东璇街的巴士终站，临近新加坡的唐人街和新加坡中央医院。同时位于欧南园地铁站的附近。于2018年2月，新加坡路交局宣布，该巴士终站将拆除，以便中央医院的运作。于2018年3月间，终站正式结束运作，并且搬迁至干旁巴鲁巴士终站。